# Alessia Cara
Alessia Caracciolo (italienskt uttal: [aˈlɛssja kaˈrattʃolo]), född 11 juli 1996 i Brampton, Ontario, mer känd som Alessia Cara, är en kanadensisk sångare och låtskrivare. Hon gjorde även rösten till Jane Willoughby i den tecknade filmen Syskonen Willoughby.